# Guerra corazzata
Per guerra corazzata si deve intendere – nella guerra moderna, a partire dal XX secolo – il sistema di combattimento basato principalmente sull'impiego di veicoli blindati, potentemente armati e corazzati, in grado di sfondare un fronte nemico ed effettuare rapide avanzate nella profondità del territorio avversario.

## Storia
Il debutto dei veicoli corazzati avvenne in Francia nel 1916 durante la prima guerra mondiale, ma il pieno sviluppo della Guerra corazzato si è manifestato soprattutto nella seconda guerra mondiale per iniziativa della Wehrmacht tedesca le cui unità blindate (Panzer-Division), dominarono i campi di battaglia nel corso della prima parte del conflitto dimostrando la straordinaria potenza delle tattiche basate sull'impiego decisivo dei carri armati in cooperazione con unità di fanteria motorizzata. Negli ultimi anni della seconda guerra mondiale anche l'Armata Rossa sovietica costituì potenti forze corazzate (tankovaja armija, tankovyj korpus e mechanizirovannyj korpus) che ebbero un ruolo decisivo nella vittoria finale dell'Unione Sovietica contro la Germania nazista. Tra i paesi occidentali furono soprattutto gli Stati Uniti che, disponendo di una netta superiorità industriale, organizzarono grandi unità completamente motorizzate e corazzate che si distinsero nella campagna finale del 1944-1945.
Durante la Guerra fredda la guerra corazzata rimase, nonostante lo sviluppo delle armi atomiche, la strategia di guerra fondamentale pianificata dagli alti ufficiali delle due coalizioni, la NATO e il Patto di Varsavia, formatesi in Europa. L'Armata Rossa sovietica e gli eserciti del Blocco orientale, schieravano un enorme numero di carri armati addestrati ad effettuare una veloce offensiva fino alle coste della Manica, mentre l'Alleanza occidentale mantenne per decenni le sue forze corazzate, tra cui le migliori unità statunitensi, lungo la Cortina di ferro in previsione di un attacco avversario.

### Germania
Pochi anni dopo la fine della prima guerra mondiale in Germania vennero ripresi studî ed esperimenti per la costruzione di carri armati. Il generale Oswald Lutz, che aveva supervisionato la motorizzazione dell'Esercito tedesco tra la fine degli anni venti e l'inizio degli anni trenta, nominato nel 1931 ispettore delle truppe motorizzate, può considerarsi il creatore delle truppe corazzate germaniche. La meccanizzazione ebbe un forte impulso a partire dal 1933, con la nomina a cancelliere, con la rivendicazione del diritto al riarmo da parte della Germania, e il 1º luglio dello stesso anno veniva creato il Kommando der Panzertruppen, e nel mese di ottobre venivano costituite tre Panzerdivisionen mediante la trasformazione delle tre esistenti Divisioni di cavalleria. Successivamente venivano costituiti battaglioni e reggimenti carri armati destinati ad operare con le divisioni di fanteria. Nel 1935 nell'Esercito tedesco  venne introdotto il grado di General der Panzertruppe per i generali al comando di un corpo d'armata corazzato. Nell'ottobre 1937 venivano costituite una brigata corazzata autonoma e una brigata leggera motomeccanizzata. Nel 1938 parallelamente alla raddoppiata produzione di carri armati, la brigata leggera motomeccanizzata veniva trasformava in 1ª divisione leggera (tedesco; 1. Leichte-Division, che durante il secondo conflitto mondiale si sarebbe trasformata nella 6. Panzer-Division), cui seguirono altre tre divisioni dello stesso tipo. Nel corso del secondo conflitto mondiale le Divisioni corazzate e motorizzate furono inquadrate nelle campagne di Polonia, Francia, Ucraina, in corpi d'armata e armate motocorazzate. Sul fronte libico l'Afrikakorps era interamente costituito da truppe corazzate.

### Italia

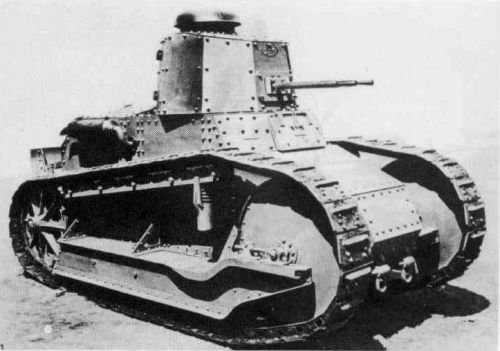
Fiat 3000

Durante la prima guerra mondiale l'Italia aveva già avviato la produzione di un mezzo corazzato, il Fiat 2000, il più pesante impiegato sul campo durante la guerra. Questa caratteristica (più la pressione al suolo che esercitava il mezzo) però, lo rese inadeguato ai terreni dove si combatteva all'epoca (Carso e il Monte Grappa) e ciò comportò l'immediata cessazione della produzione dopo appena due unità prodotte. Venne poi prodotta una versione migliorata del mezzo, il Fiat 3000. 
In seguito nacque la specialità carrista, composta dalle truppe corazzate e successivamente, da un reggimento (1º reggimento carri armati) con base a Roma e distaccamenti a Bologna, Udine e Codroipo, equipaggiato con carri Fiat 3000 Mod. 21 (in seguito furono acquistati in Gran Bretagna diverse unità di Carden-Loyd Mk VI tankette, che però scomparirono dall'arsenale nel 1934). Il 1º reggimento fu sciolto il 15 settembre 1936 per formare, lo stesso giorno, 4 reggimenti su carri CV 33 e il 1º febbraio 1939 venne costituita la 132ª Divisione corazzata "Ariete".
Allo scoppio della seconda guerra mondiale l'Italia disponeva di 3 divisioni corazzate, 2 divisioni motorizzate e 3 divisioni "celere". Agli inizi della guerra, l'unico carro medio disponibile nei ranghi delle divisioni corazzate era l'M11/39, durante tutto il conflitto i carri non riuscirono mai a contrastare quelli nemici, ad eccezione dell'M 13/40 fino però alla messa in campo del Grant (maggio 1942) e il semovente 75/18 che passò da carro di supporto a cacciacarri e fu intensivamente utilizzato per contrastare i carri nemici ottenendo buoni risultati tra il 1942 e il 1943. Sin dall'inizio i mezzi corazzati italiani erano in inferiorità numerica rispetto a quelli Alleati, tale che sul fronte sovietico non furono neanche impiegate unità anche a causa del confronto impietoso che ci sarebbe stato con i mezzi russi come i T-34.

## Truppe corazzate
Le truppe corazzate agiscono con mezzi motomeccanizzati cingolati e corazzati o blindati come carri armati, cannoni semoventi, autoblindo. Il termine fu usato per la prima volta in Germania nel 1934 quando sorse in Germania la prima grande unità corazzata. Le truppe corazzate nella guerra moderna assolvono compiti che in passato venivano assolti della cavalleria. Le unità corazzate dell'esercito britannico che si erano costituite precedentemente venivano denominate "meccanizzate".
Le truppe corazzate si distinguono dalle motorizzate perché queste, giunte a contatto del nemico, combattono a piedi, mentre il mezzo blindato o corazzato serve esso stesso per il combattimento. Le truppe corazzate ebbero parte importante e spesso decisiva nella seconda guerra mondiale. Le truppe corazzate si differenziano da quelle meccanizzate dotate di veicoli corazzati per il trasporto e il combattimento e che costituiscono la maggior parte degli eserciti moderni, per il fatto che le truppe meccanizzate agiscono da supporto alle forze corazzate in compiti di attacco e sfondamento delle linee nemiche o tenuta delle posizioni in difesa; grazie alla mobilità consentita dai veicoli di cui sono dotate le truppe meccanizzate a questi compiti si assommano anche quelli dello sfruttamento dell'attacco in caso di sfondamento delle linee nemiche e quelli di riserva mobile insieme alle truppe aeromobili, che hanno compiti condivisi con la moderna cavalleria anch'essa dotata di mezzi corazzati e blindati.
Il profilo del personale inquadrato nei reparti corazzati è quello di un'altissima specializzazione, che richiede una accurata selezione e un lungo e dispendioso addestramento.

## Obiettivi
Il prerequisito di questa modalità tattica si fonda sull'abilità delle truppe di penetrare le linee difensive allestite dalla fanteria attraverso manovre di veicoli che offrano protezione dalle armi dei fanti, e siano in grado di prevalere sull'artiglieria dei difensori in virtù del proprio armamento (e della propria corazzatura) per lo più costituito da un pezzo di artiglieria medio/piccolo ad alta celerità di tiro e puntamento,  e una o più mitragliatrici di grosso calibro. Qualora non vi siano linee difensive ben definite, come ad esempio avvenne durante la seconda guerra mondiale in Africa Settentrionale, l'impiego di una massa di manovra corazzata diventa fondamentale per irrompere velocemente ed in profondità nelle retrovie del nemico con elevata capacità distruttiva e nel contempo elevata protezione per le proprie truppe.

## Utilizzo
Gran parte dell'efficacia pratica di questa tecnica risiede nello studio della modalità di impiego dei veicoli, comunemente chiamati carri armati, nonché su quella di altri veicoli di supporto (artiglieria semovente e IFV). Per supportare la manovra corazzata contro gli ostacoli naturali o artificiali vengono anche utilizzati veicoli speciali, come carri gettaponte, sminatori, carri recupero ed ambulanze corazzate, il cui uso è fondamentale per ridurre le perdite in veicoli, ma soprattutto in uomini; in questo campo, grandi innovatori sono stati gli israeliani i quali, con il loro carro Merkava, hanno posto addirittura il motore nella parte anteriore del mezzo per offrire la massima protezione all'equipaggio, anche se a scapito della velocità, ma hanno ciò nonostante utilizzato le forze corazzate in modo vincente durante i conflitti della loro storia, dalla guerra dei sei giorni alla guerra del Kippur. In diversa direzione è andato invece il disciolto Patto di Varsavia, che prevedeva una gran massa di veicoli corazzati a tecnologia relativamente bassa che irrompeva attraverso le linee della NATO con la tattica detta "del rullo compressore", tentando di sfondare in più punti del fronte e rinforzando poi solo gli sfondamenti riusciti; questa tattica prevedeva elevate perdite tra le truppe. D'altronde, in uno scenario di guerra nucleare, anche un carro armato ad alta tecnologia, in grado di operare in un ambiente NBC, non potrebbe resistere a testate atomiche tattiche dirette su concentrazioni di truppe, magari con esplosione aereo-bassa per massimizzare la quantità di radiazioni dirette sulle truppe.

## Mezzi
I mezzi possono essere cingolati, semicingolati e ruotati. I cingolati si distinguono in mezzi da combattimento, quali carri armati (MBT), quali l'americano Abrams, il tedesco Leopard, l'italiano Ariete, veicoli da trasporto truppe (VTT, APC) come l'italiano VCC-1 Camillino, veicolo da combattimento della fanteria (AIFV, IFV, VTT, VCC) come M113, l'americano Bradley, il tedesco Marder e Dardo dell'Esercito Italiano, artiglierie semoventi come M109 e Panzerhaubitze 2000 mezzi corazzati speciali, con carri specializzati, come veicoli per il genio e carri gettaponte. I semicingolati, molto diffusi durante la seconda guerra mondiale, tentavano di riunire su un solo mezzo i vantaggi del movimento su cingoli con quelli del movimento su ruote; infatti il movimento su cingoli, esercitando una bassa pressione al suolo, permetteva di ridurre i rischi di sprofondamento del mezzo su fango e sabbia, mentre l'uso delle ruote per la guida permetteva di utilizzare un sistema di sterzo meno complicato, sensibilmente più leggero e meno faticoso per il guidatore. Dopo l'uso nella seconda guerra mondiale fu constatato che, di fronte a vantaggi marginali, in realtà si introduceva una notevole complicazione meccanica nel veicolo, quindi questa tipologia di veicolo fu abbandonata.
I mezzi ruotati sono quelli destinati all'esplorazione e quelli da trasporto e/o combattimento. I mezzi ruotati hanno 2, 3 o 4 assi sempre a trazione integrale come, nell'Esercito Italiano, Centauro (8x8), Freccia (8x8) e Puma che nella versione 4x4 è in servizio in tutti gli otto Reggimenti di Cavalleria, ed essendo elitrasportabile dall'elicottero CH-47 dell'Aviazione dell'Esercito è in servizio con il 4º Reggimento Ranger Monte Cervino e con il 66º Reggimento fanteria aeromobile "Trieste", mentre la versione 6x6, aerotrasportabile dai C130 J dell'Aeronautica Militare, è in servizio con il 9º Reggimento Incursori Paracadutisti Col Moschin, con i tre reggimenti paracadutisti della Brigata paracadutisti "Folgore", con il 1º Reggimento Carabinieri Paracadutisti "Tuscania" e con i sei Reggimenti Alpini delle due Brigate Alpine.
Recentemente sono apparsi inoltre mezzi blindati termine con il quale vengono indicati correntemente i veicoli combattimento a ruote concepiti per la lotta ai carri avversari, quali il Centauro dell'Esercito Italiano, grazie al loro potente armamento e alle elevate doti di mobilità su terreno vario da cui sono caratterizzati.